# 100-я гвардейская стрелковая дивизия
100-я гвардейская стрелковая Свирская Краснознамённая дивизия — воинское соединение РККА, принимавшее участие в Великой Отечественной войне.
С 1946 по 1955 год — 100-я гвардейская воздушно-десантная Свирская Краснознамённая дивизия.

## История

### Создание
Дивизия сформирована из 15-й гвардейской воздушно-десантной дивизии на основании приказа Народного комиссара Обороны СССР № 003 от 19 января 1944 года и Директивы Генерального штаба от 19 января 1944 года №орг/2/304589 в период с 20 по 25.01.1944 года в городе Раменское, Московской области, при этом входившие в состав воздушно-десантной дивизии бригады стали полками дивизии, а именно: 9-я гвардейская воздушно-десантная бригада стала 298-м гвардейским стрелковым полком, 10-я гвардейская воздушно-десантная бригада стала 301-м гвардейским стрелковым полком, 12-я гвардейская воздушно-десантная бригада стала 304-м гвардейским стрелковым полком, значившиеся в действующей армии под номерами полевых почт: 71203, 93612, 52284.

### Участие в Великой Отечественной войне
В составе действующей армии с 17.06.1944 по 09.08.1944 и с 21.02.1945 по 11.05.1945.
До июня 1944 дислоцировалась в Московской области, вела подготовку к форсированию рек, тренировалась на Москва-реке, 05.06.1944 года получила приказ готовиться к погрузке. Переброшена на рубеж реки Свирь для участия в Свирско-Петрозаводской операции, 11-15.06.1944 года выгрузилась на станциях Паша и Оять Ленинградской области, и сосредоточилась в 40 километрах южнее Лодейного Поля, заняла позиции в лесах северо-западнее Никоновщины.
С 21.06.1944 года наступала во втором эшелоне корпуса, с задачей форсировать Свирь вслед за 98-й дивизией, наступать во втором эшелоне корпуса в направлении на Кондуши. С выходом же частей 98-й гвардейской стрелковой дивизии на рубеж Вехкозеро, Пригон-болото продолжать наступление уже в первом эшелоне корпуса. Ближайшая задача — во взаимодействии с 98-й гвардейской овладеть рубежом отметка 85,4, Порфиевская, а к исходу дня быть уже на рубеже Янгера, Карельская. 23.06.1944 года находилась в окрестностях Карельской, 24.06.1944 года взяла этот населённый пункт, форсировала реку Янгера, и начала вести бои за мощный опорный пункт Самбатукса. Наступление было назначено на вечер 24.06.1944, однако было сорвано контратакой, отбивая которую дивизия понесла тяжёлые потери.
С 25.06.1944 года ведёт бои по овладению узлом обороны Куйтежи, в этот же день перерезала дорогу Олонец-Петрозаводск, на 28.06.1944 года ведёт бои в районе Пускусельга, 01.07.1944 года вышла на реку Видлица, 02.07.1944 форсировала её, развивая наступление дивизия в течение 02-05.07.1944 года в упорных боях овладела Койвусельгой, Кормелисто, Кохтусельгой, Берёзовым Наволоком и иными населёнными пунктами, вышла в устье реки Тулемайоки, которую с ходу форсировать не смогла. Форсирование начато на следующий день, в результате 10-часового боя был захвачен плацдарм и опорные пункты Гилкожа, Ювенсу, Колатсельга.
Во второй половине дня 06.07.1944 главные силы дивизии форсировали реку, и преодолев минные поля и упорное огневое сопротивление, перешли к преследованию. 07.07.1944 противник пытался задержать продвижение на рубеже Хеппомяке, Кясняселькя, но обходным манёвром части дивизии разгромили противника, овладели этими пунктами, также пунктами Уома, Ваман, Артосенмяке, Кудино.
Была остановлена огнём и контратаками на рубеже советско-финляндской границы 1939 г. В этих боях части дивизии понесли значительные потери.
Дивизия вновь атаковала противника в 13.00 09.07.1944, с тяжёлыми боями прорвали оборону к 16.00 10.07.1944 овладели Хаппонен и Котоярви, 12.07.1944 вышли ко второму оборонительному рубежу, проходящему по западному берегу озера Саммал-Лампи. Попытки прорвать его в течение 12-13.07.1944 успеха не имели.
301-й гвардейский стрелковый полк в это время действовал отдельно, вёл боевые действия на самостоятельном направлении по прикрытию фланга 37 гв. ск, 09-10.07.1944 в тяжёлых боях преодолел жестокое сопротивление противника, многочисленные минные поля, заграждения и лесные завалы. отразил три контратаки и овладел опорными пунктам на горе Раяселькя и на высоте 119.0, 1-й батальон полка с утра 11.07.1944 совершил глубокий обход в район Силин с задачей захвата дороги Лоймола-Сюскюярви, и в течение 11-13.07.1944 июля батальон продолжал ожесточённые бои за опорные пункты в районе Раяселькя, к вечеру 13.07.1944 овладел ими и перешёл к обороне.
На этом активные боевые действия дивизии в Карело-Финской ССР были завершены, и дивизия перешла к обороне.
14.07.1944 дивизия передала полосу обороны 215-му и 150-му батальонам укреплённого района и начала вывод частей в район Хаппонен, Котоярввен, но на марше была оставлена и возвращена в прежнюю полосу, так как батальоны укрепрайонов не сумели сдержать активных действий вражеских войск. Дивизия вновь перешла к обороне на прежних рубежах до августа. Затем вторично передала полосу обороны подразделениям укрепрайона и убыла в район Лодейного Поля для погрузки и перевозки по железной дороге.
В боях на Карельском фронте дивизия вела непрерывные боевые действия в течение 40 суток, с честью выполнила все боевые задачи, прошла с боями более 200 км, освободила 115 населённых пунктов, разгромила и обескровила 8-ю пехотную дивизию, уничтожила большое количество вооружения и техники врага, захватила 22 склада с вооружением, боеприпасами и военным имуществом.
09.08.1944 года выведена в резерв, дислоцировалась в пригороде Калинина Комсомольской роще.
В соответствии с Постановлением Государственного комитета обороны от 9 августа 1944 года № 6351сс и Директивой Генерального Штаба от 11 августа 1944 года №орг/10/311736 переформирована вновь в 100-ю гвардейскую воздушно-десантную дивизию, а на основании Приказа Ставки Верховного Главнокомандования № 0047 от 18 декабря 1944 года вновь переформирована в 100-ю гвардейскую стрелковую дивизию.
С 10.01.1945 года грузится в эшелоны, переброшена в Венгрию по маршруту Калинин — Одесса — Галац, разместилась в городе Кечкемет, 04.03.1945 года вышла маршем из города, заняла позиции на западном берегу реки Дунай с задачей прикрыть дороги, ведущие из Секешфехервара на Будапешт, однако была снята с оборонительных позиций и выведена в резерв командующего армией, разместилась в районе населённых пунктов Мадьяралмаш и Шеркерестеш. С 20.03.1945 по 01.04.1945 находилась в резерве, продвигалась вслед за первым эшелоном наступающих войск, вела бои с отставшими частями противника. Введена в бой 02.04.1945, в районе Винер-Нойштадта, перешла в наступление, до 06.04.1945 года продвинулась на 50 километров, взяв города Эбенфурт, Блюмау, Трумау, Татиндорф, Трайскирхен, Меллерсдорф, Гунтрамедорф и Гумпольд-Скирхен.
06.04.1945 одной из первых ворвалась на южную окраину Вены, прорвала внутренний обвод венского оборонительного кольца, передала полосу наступления 301-му гвардейскому стрелковому полку, а главными силами 01-13.04.1945 обошла город через Венский Лес, ударом с запада овладела центральными кварталами города и форсировала Дунайский канал. В ожесточённых рукопашных боях овладела важными объектами города, в том числе казармами Штифт, дворцом Ховбург, оперным театром, парламентом, центральным городским телеграфом, главным полицейским управлением, имперской почтой, историческим зданием собора Стефанскирхе, центральным городским железнодорожным вокзалом. 301-й же гвардейский стрелковый полк,, наступая с южной окраины города на север по центральной улице Вены — Марьенхильферштрассе, в упорных уличных боях успешно преодолел примыкающие к ней кварталы, затем форсировал Дунайский канал и вышел к Дунаю.
В ночь на 22.04.1945 дивизия получила задачу совершить в отрыве от остальных соединений корпуса марш в трудных условиях горно-лесистой местности Восточных Альп, до 27.04.1945 ведёт бои в районе горного массива Обер-Тристинг. 30.04.1945 выведена с передовой, сосредоточена в 30 километрах западнее Вены. С 08.05.1945 преследует отходящего противника, 10.05.1945 вышла в район Тршебонь, где закончила боевые действия.
В районе Водняни и Нетолице встретилась с американскими частями 26-й пехотной дивизии армии США.

### Послевоенный период
По окончании боевых действий дивизия из Чехословакии своим ходом вернулась в Венгрию и там находилась до апреля 1946 г. В апреле дивизия по железной дороге перевезена в город Белая Церковь, переименована в воздушно-десантную и именовалась 100-й гвардейской воздушно-десантной Свирская Краснознамённой дивизией.
Летом 1947 года вновь передислоцировалась и расквартировалась погарнизонно в городах Кировоград, Александрия, Кременчуг, развернула боевую подготовку по программе воздушно-десантных войск.
В 1955 году в связи с сокращением Советской Армии 100-я гвардейская воздушно-десантная Свирская Краснознамённая дивизия была расформирована.

## Состав
- 298-й гвардейский стрелковый полк
- 301-й гвардейский стрелковый полк
- 304-й гвардейский стрелковый полк
- 243-й гвардейский артиллерийский полк
- 372-й гвардейский самоходно-артиллерийский полк
- 60-я гвардейская дивизионная артиллерийская бригада (с 21.02.1945)
- 107-й отдельный гвардейский истребительно-противотанковый дивизион
- 102-й отдельный гвардейский зенитно-артиллерийский дивизион
- 103-я отдельная гвардейская разведывательная рота
- 114-й отдельный гвардейский сапёрный батальон
- 190-й (130-й) отдельный гвардейский батальон связи
- 178-й (108-й) медико-санитарный батальон
- 104-я отдельная гвардейская рота химической защиты
- 296-я (106-я) автотранспортная рота
- 258-я (105-я) полевая хлебопекарня
- 360-й (102-й) дивизионный ветеринарный лазарет
- 2956-я (3175-я) полевая почтовая станция
- 1907-я полевая касса Госбанка

## Подчинение
| Дата            | Фронт (округ)            | Армия                 | Корпус (группа)                    | Примечания |
| --------------- | ------------------------ | --------------------- | ---------------------------------- | ---------- |
| 01.02.1944 года | Московский военный округ | -                     | 37-й гвардейский стрелковый корпус | -          |
| 01.03.1944 года | Московский военный округ | -                     | 37-й гвардейский стрелковый корпус | -          |
| 01.04.1944 года | Московский военный округ | -                     | 37-й гвардейский стрелковый корпус | -          |
| 01.05.1944 года | Московский военный округ | -                     | 37-й гвардейский стрелковый корпус |            |
| 01.06.1944 года | Московский военный округ | -                     | 37-й гвардейский стрелковый корпус | -          |
| 01.07.1944 года | Карельский фронт         | 7-я армия             | 37-й гвардейский стрелковый корпус | -          |
| 01.08.1944 года | Карельский фронт         | 7-я армия             | 37-й гвардейский стрелковый корпус | -          |
| 01.09.1944 года | Московский военный округ | -                     | -                                  | -          |
| 01.10.1944 года | Московский военный округ | -                     | -                                  | -          |
| 01.11.1944 года | Московский военный округ | -                     | -                                  | -          |
| 01.12.1944 года | Московский военный округ | -                     | -                                  | -          |
| 01.01.1945 года | Резерв Ставки ВГК        | -                     | 39-й гвардейский стрелковый корпус | -          |
| 01.02.1945 года | Резерв Ставки ВГК        | 9-я гвардейская армия | 39-й гвардейский стрелковый корпус | -          |
| 01.03.1945 года | 2-й Украинский фронт     | 9-я гвардейская армия | 39-й гвардейский стрелковый корпус | -          |
| 01.04.1945 года | 3-й Украинский фронт     | 9-я гвардейская армия | 39-й гвардейский стрелковый корпус |            |
| 01.05.1945 года | 3-й Украинский фронт     | 9-я гвардейская армия | 39-й гвардейский стрелковый корпус | -          |

## Командиры
- Лещинин, Василий Андреевич (01.01.1944 — 29.01.1945), генерал-майор
- Макаренко, Иван Алексеевич (30.01.1945 — 09.03.1946), генерал-майор
- Харазия, Хасан Лагустанович (09.03.1946 — 15.06.1946), полковник
- Ковтун-Станкевич, Андрей Игнатьевич (15.06.1946 — ??.04.1949), генерал-майор
- Зиновьев, Василий Кондратьевич (??.04.1949 — ??.12.1950), полковник
- Юрченко, Николай Егорович (??.12.1950 — ??.06.1952), полковник
- Киреев, Сергей Николаевич (??.06.1952 — ??.08.1953), полковник
- Клюканов, Александр Иванович (20.10.1953 — 19.03.1955), генерал-майор[3]

## Награды и наименования
| Награда (наименование)           | Дата             | За что награждена |
| -------------------------------- | ---------------- | --- |
| Почётное наименование «Свирская» | 2 июля 1944 года | присвоено приказом Верховного Главнокомандующего № 0174 от 2 июля 1944 года в ознаменование одержанной победы и за отличие в боях в Свирско-Петрозаводской операции.                                                         |
| Орден Красного Знамени           | 17 мая 1945 года | награждена указом Президиума Верховного Совета СССР от 17 мая 1945 года за образцовое выполнение заданий командования в боях с немецкими захватчиками при овладении городом Вена и проявленные при этом доблесть и мужество. |

Награды частей дивизии:
- 298-й гвардейский стрелковый ордена Кутузова[5] полк
- 301-й гвардейский стрелковый ордена Кутузова[5] полк
- 304-й гвардейский стрелковый Венский полк
- 107-й отдельный гвардейский истребительно-противотанковый ордена Александра Невского[5] дивизион
- 114-й отдельный гвардейский сапёрный ордена Красной Звезды[5] батальон
- 190-й отдельный гвардейский ордена Красной Звезды[5] батальон связи

## Отличившиеся воины дивизии
| Награда | Ф. И. О.                      | Должность                                                            | Звание                  | Дата награждения | Примечания                            |
| ------- | ----------------------------- | -------------------------------------------------------------------- | ----------------------- | ---------------- | ------------------------------------- |
|         | Карданов, Мурат Асхадович     | командир взвода 301-го гвардейского стрелкового полка                | гвардии старший сержант | 21.07.1944       | —                                     |
|         | Калоев, Георгий Александрович | командир батальона 302-го гвардейского стрелкового полка             | гвардии капитан         | 28.04.1945       | —                                     |
|         | Кузаков, Степан Алексеевич    | командир сапёрного взвода 304-го гвардейского стрелкового полка      | гвардии старшина        | 29.06.1945       | —                                     |
|         | Хабеков, Умар Хамидович       | командир стрелкового батальона 301-го гвардейского стрелкового полка | гвардии капитан         | 11.12.1990       | награждён посмертно, погиб 10.04.1945 |
|         | Щукин Иван Фёдорович          | командир батальона 301-го гвардейского стрелкового полка             | гвардии майор           | 28.04.1945       | —                                     |

 Кавалеры ордена Славы трёх степеней.

## Память
- Улица Сотой Свирской дивизии в Раменском
- Музей боевой славы школы № 8 Раменского
- Музей боевой славы школы № 82 в Казани
- Музей боевой славы школы № 782 г. Москвы
- Улица в г. Шебекино
- Улица в г. Архангельске